# Comext
Comext est une base de données statistiques sur le commerce intra et extra-communautaire gérée par Eurostat, l'Office Statistique de la Commission européenne.

## Introduction
Commerce extérieur
Les statistiques commerciales suivent la valeur et la quantité de marchandises échangées entre les États membres de l'Union européenne (UE) (échanges intra-communautaires) et entre les États membres et les pays tiers (échanges extra-communautaires) 
Elles constituent la source officielle d'informations sur les importations, les exportations et la balance commerciale de l'UE, de ses États membres et de la zone euro.

Utilisations des données
Les statistiques relatives au commerce extérieur représentent une source importante de données pour de nombreux décideurs des secteurs public et privé aux niveaux international, communautaire et national.
Exemples : Les données relatives au commerce extérieur peuvent être utilisées pour : 
1. informer les négociations multilatérales et bilatérales dans le cadre de la politique commerciale commune ;
2. définir et mettre en œuvre une politique anti-dumping ;
3. évaluer les progrès du marché unique ou l'intégration des économies de l'UE ;
4. effectuer des recherches de marché par les entreprises et définir leur stratégie commerciale ;
5. compiler les statistiques relatives à la balance des paiements et aux comptes nationaux.

Collecte de données
Traditionnellement, les écritures douanières constituent la principale source de données statistiques sur le commerce international. À la suite de l'adoption du marché unique le 1er janvier 1993, les formalités douanières entre les États membres ont été supprimées et donc un nouveau système de collecte de données, Intrastat, a été mis sur pied pour le commerce intra-communautaire.
Dans le système Intrastat, les données relatives au commerce intra-communautaire sont collectées directement auprès des opérateurs commerciaux, qui envoient une déclaration mensuelle à l'administration nationale des statistiques concernée.
Les informations sur le commerce extra-communautaire et intra-communautaire sont collectées tous les mois par les États membres.
Les données relatives au commerce extérieur sont soumises à de fréquentes révisions, à la suite d'erreurs, d'omissions ou (particulièrement dans le système Intrastat) de déclarations tardives par les fournisseurs d'informations. Lorsque les données de la dernière période sont publiées, les données révisées des périodes précédentes sont également mises à disposition.

## Données
Eurostat publie des statistiques relatives au commerce extérieur des États membres, des pays candidats et des pays de l’AELE. Pour chaque ensemble de données, les informations de base suivantes sont disponibles:
- déclarant (pays ou zone géo-économique telle que UE-27 ou zone euro),
- période de référence,
- flux commerciaux (importations, exportations) et balance commerciale,
- produit,
- pays partenaire (États membres de l’UE ou pays tiers) ou zone géo-économique.
- Les données agrégées contiennent des indicateurs macro-économiques mensuels et annuels (indicateurs à court et long terme, respectivement). Les flux commerciaux sont regroupés en fonction du produit (groupes principaux des classifications CTCI et CGCE) et du partenaire (zones géo-économiques).

Les indicateurs à court terme (diffusés d’après les principaux groupes CTCI et CGCE) comprennent:
- la valeur brute et désaisonnalisée des échanges (en millions d’euros),
- les indices de valeur unitaire,
- les indices de volume bruts et désaisonnalisés,
- les taux de croissance de la valeur des échanges et des indices.

Les indicateurs à long terme (diffusés d’après les principaux groupes CTCI et CGCE) comprennent:
- la valeur des échanges (en milliards d’euros),
- les parts en fonction du pays déclarant ou des principaux partenaires commerciaux,
- les indices de valeur unitaire,
- les indices de volume.
- Le dernier sous-dossier contient des séries mensuelles pour les pays candidats et les pays de l’AELE (valeurs des échanges et taux de croissance).

Les données détaillées dressent le bilan des échanges mensuels et annuels (importations et exportations) pour l’Union européenne et la zone euro ainsi que pour chacun des États membres et des pays de l’AELE. Les données sont diffusées pour chaque pays déclarant et chaque partenaire au niveau le plus détaillé de plusieurs nomenclatures de produits (NC, SH, CTCI, CGCE, CPA et NST/R). Certains ensembles de données supplémentaires fournissent des informations complémentaires sur les échanges commerciaux de l’UE par mode de transport et sur les régimes tarifaires pour les importations extra-UE. 
Les indicateurs suivants sont diffusés pour des données détaillées:
- valeur des échanges (valeur brute en euros),
- volume des échanges en centaines de kilos,
- volume des échanges en unités supplémentaires telles que le litre ou le mètre carré (publié pour certaines marchandises conformément à la nomenclature combinée).

La dernière rubrique du sous-dossier «Données détaillées du Commerce extérieur» concerne l’accès à la base de données traditionnelle (Comext). Comext permet à l’utilisateur d’accéder aux mêmes ensembles de données détaillés par une interface différente.

## Annuaire statistique
L'annuaire du commerce extérieur et du commerce intra-Union européenne a pour but de présenter l'évolution à long terme du commerce de l'Union européenne et de ses États membres. 
Il contient notamment des statistiques annuelles sur les flux commerciaux de l'UE avec ses principaux pays partenaires ainsi que sur les échanges entre États membres. Ces statistiques sont ventilées par principaux groupes de produits.
La publication contient également des chapitres supplémentaires sur le commerce des pays candidats et des membres de l'AELE. Ces tableaux sont extraits de la base de données Comext et sont disponibles au format PDF. 

## Nomenclatures
Nomenclature combinée (NC)
La nomenclature combinée a été employée par la Communauté européenne pour remplir les exigences du tarif douanier et des statistiques du commerce extérieur, depuis le 1er janvier 1988. La NC suit la structure du système harmonisé (HS), utilisant les codes du HS plus leurs subdivisions, totalisant de plus de 10 000 codes à huit digits. Avant 1988, les données sont exprimées en utilisant la classification NIMEXE des marchandises pour les statistiques du commerce extérieur. Ce qui couvrait environ 10 000 produits dans 21 sections. 
Classification Type pour le Commerce International (CTCI)
La version 3 de cette classification des Nations unies est en vigueur depuis le 1er janvier 1988. Elle comporte 3 118 codes qui sont amalgamés dans 261 groupes, 67 divisions et 10 sections 
Nomenclature uniforme des marchandises pour les Statistiques de Transport (NST/R)
La classification NST/R est en vigueur depuis le 1er janvier 1989. Elle comporte 99 chapitres et 10 sections. Vous pouvez choisir entre les marchandises conteneurisées ou non et la nationalité du transporteur. 
Les données sources sont collectées par les services statistiques des États membres et des offices statistiques des Nations unies.
Système Harmonisé (SH)
Accéder au système harmonisé.